# Pedro Chino
Yan Siqi (顏思齊) o Pedro Chino (1586-septiembre de 1625), nombre de cortesía Zhenquan (振泉), era nativo de Haicheng, en la prefectura de Zhangzhou. Era un sastre, fugitivo, comerciante marítimo armado y también conocido como el "Rey de los Pioneros de Taiwán" (開台王). También fue conocido por las autoridades holandesas como Pedro China.

## Biografía

### Primeros años
No hay biografías sobrevivientes de Yan Shiqi y la mayor parte de la información sobre sus primeros años de vida proviene de los poco confiables "Taiwan Foreign Records" ( 臺灣外記) del poco conocido historiador de la dinastía Qing Jiang Ri Sheng ( zh:江日昇). Debido a que los registros de sus primeros años son similares a los del también pirata chino Li Dan, algunos académicos han cuestionado si Yan Shiqi existió. Sin embargo, otras dos fuentes históricas mencionan el nombre de Yan Shiqi: "The Record of Praise of Virtue by the Grand Scribe Li" (太史李公居鄉頌德碑記), escrito por Lu Hua'ao ( 盧化鰲) en 1635 y el Chongzheng Annals (崇禎長編), escrito por Wang Ji ( 汪楫) en la dinastía Qing como registro histórico de los acontecimientos durante el reinado del emperador Chongzhen de la dinastía Ming.
Según los "Taiwan Foreign Records", Yan Shiqi nació en Haicheng, Zhangzhou, Fujian, una ciudad de tradición dentro de las artes marciales. Desde muy joven, fue experto en artes marciales y muy respetado en su comunidad. Sin embargo, en 1603, a la edad de 14 o 15 años, Yan Shiqi se convirtió en un prófugo cuando mató a golpes a un sirviente eunuco (los burócratas-eruditos chinos tendían a representar negativamente a los eunucos como codiciosos, malvados, astutos y engañosos, por lo que golpear hasta la muerte a un sirviente eunuco puede haber sido visto como un acto de heroísmo en lugar de uno de violencia desenfrenada).
En ese momento, Zhangzhou era una ventana importante para el comercio gracias a sus muchos barcos extranjeros en su puerto. Yan Shiqi escapó de China en un barco de estos y llegó a la isla de Japón, que era relativamente estable durante la era del shogunato Tokugawa . Muchos chinos se habían asentado en la ciudad de Nagasaki como comerciantes que se dedicaban al comercio exterior, forma coloquial de referirse al contrabando y los barcos negros japoneses o de lleno como piratas.

### Carrera comercial y pirata
Aunque Yan Shiqi huyó, comenzó su propio negocio comercial después de llegar a Japón. Su negocio dedicado a la sastrería era bueno debido a su buena calidad de artesanía, por lo que pronto consiguió como establecerse en el Japón. También hizo muchos amigos debido a su mente abierta. Los japoneses con el tiempo lo nombraron líder.
Comenzó como sastre, por algún tiempo, luego se dedicó al negocio del comercio exterior (o algunos lo llamaban contrabando o piratería). Se quedó en el Japón durante casi dos décadas.

### Teoría de la conspiración
En 1624, por razones desconocidas, Yan Shiqi y sus hermanos planearon derrocar al shogunato Tokugawa y establecer su propio régimen. La traición era demasiado arriesgada. La noticia se filtró antes del levantamiento y se vieron obligados a escapar para salvar sus vidas nuevamente.

### Banda pirata
Yan Shiqi era el líder de 27 hombres que fueron con él al puerto de Nagasaki . Entre ellos estaban: Yan Shiqi, Yang Tian Sheng (director financiero adjunto de Dachiban), Hong Sheng (de Putian, Xinghua ), Chen De, también conocido como Chen Zhong Ji (de Haicheng ), Zhang Hong (de Hui'an, Quanzhou ), apodado "Iron Bone Zhang Hong", que puede levantar 500 catties (250 kg) de piedra azul, Chen Xun (de Jinjiang, Quanzhou ), Lin Fu (apodado "Deep Mountain Monkey"), Li Ying, Zhuang Gui, Yang Jing, Lin Yi, Huang Bi, Zhang Hui, Wang Ping, Huang Zhao, Li Junchen (de Nanjing, Zhangzhou ), Zheng Yiguan también conocido como Zheng Zhilong, padre de Koxinga del Reino de Tungning, He Jin, Gao Guan, Yu Zu, Fang Sheng, Xu Ma, Huang Ruilang, Tang Gong, Fu Chun, Liu Zongzhao y Zheng Yu.
Más tarde, se reunió con también pirata y contrabandista Li Dan, un comerciante que comerciaba entre la China Ming y Japón. Hong Sheng y Yang Tian Sheng estaban bajo el mando de Li Dan, que controlaba alrededor de 4000 hombres. Bajo la influencia de Li Dan, Hong Sheng y Yang Tian Sheng se unieron al grupo de Yan Shiqi y formaron una alianza con Zheng Zhilong .

### Taiwán

Taiwán en el siglo XVII
Dinastía Ming
Territorio neerlandés
Territorio español
Reino de Middag

En ese momento, Yan Shiqi y sus hermanos tenían 13 barcos grandes. Chen Zhong Ji dijo que Taiwán era un buen lugar, así que todos fueron allí.
Después de llegar a Taiwán, inmediatamente fundaron Beigang y se construyeron diez asentamientos (Aldea principal, Aldea delantera, Aldea trasera, Aldea izquierda, Aldea derecha, Aldea de defensa costera, Aldea de suministro de granos, Aldea centinela, Aldea de tratamiento y Aldea norte). Beigang tenía suficiente sol durante el año, abundantes lluvias y un suelo fértil, tenía condiciones adecuadas para la agricultura. Sin embargo, su mano de obra era insuficiente, por lo tanto, envió a Yang Tian Sheng a regresar en secreto a Fujian y reclutó a más de 3000 trabajadores de Zhangzhou y Quanzhou a Beigang. Esta fue una migración a gran escala de chinos continentales a Taiwán .
Sin embargo, esta gran fuerza causó pánico entre los nativos de la isla. Pensaron que los enemigos extranjeros estaban invadiendo la isla, por lo que se reunieron las tribus para atacar. En este momento, Yan Shiqi mostró sus intenciones y acordó con los nativos los límites. Después de eso, no se entrometieron más entre sí.
La recuperación de tierras requirió una inversión de capital, por lo que Yan Shiqi seleccionó un grupo de personas con experiencia en la navegación a vela. Con los 13 grandes barcos realizaron comercio marítimo con el continente, al mismo tiempo, organizaron expediciones de pesca marítima y caza en las islas circundantes, desarrollaron una economía y cubrieron las necesidades de sus propios hombres.
En los siglos XVI y XVII, los holandeses, españoles y chinos entraron en Taiwán en gran número e introdujeron varias plantas, como: mango, camote, piña, jaca, etc.

## Muerte
Yan Shiqi tuvo fiebre tifoidea y otras enfermedades durante su último año de vida. Murió durante un viaje de caza a la montaña Zhuluo a la edad de 37 años y fue enterrado en la montaña Jiangjun en Jiaoli, distrito de Baihe, ciudad de Tainan .
Cuando murió, tenía más de 100 barcos y era el comerciante y pirata más poderoso de finales de la dinastía Ming. En 1625, el joven y talentoso Zheng Zhilong fue elegido líder. En 1628, Zheng Zhilong decidió rendirse a la dinastía Ming, pero Chen Zhong Ji se negó a aceptarlo y planeó rebelarse. Chen Zhong Ji fue luego asesinado por Zheng Zhilong . En solo 2 años, Zheng Zhilong desarrolló los grupos armados navales en más de 1000 barcos y 70000 personas. Después de la caída de la dinastía Ming, Zheng Zhilong se rindió a la dinastía Qing, pero fue ejecutado porque su hijo, Koxinga, no estaba dispuesto a rendirse y dejar la resistencia en la isla de Taiwán.

## Conmemoración

Camino de Yan Cuo Liao

Yan Cuo Liao es un pequeño pueblo en Shuilin, Yunlin ambientado para los turista con la temática del pirata Yan Shiqi. Está ubicado en el camino de Beigang a Kouhu. Hay 10 murales con historias cómicas dibujadas en la pared exterior de las casas antiguas para mostrar la historia de Yan Shiqi. Cada hogar tiene una tetera colgada como buzón.
El parque cultural y salón conmemorativo de Yan Shiqi se abrió oficialmente al público el 14 de junio de 2019. Estaba ubicado en Haicang, Xiamen, Fujian, China .